# Juan Cotumba
Juan Cotumba Coa (* 21. Januar 1980) ist ein bolivianischer Straßenradrennfahrer.
Juan Cotumba gewann 2005 in Sucre die vierte Etappe beim Doble Sucre Potosí GP Cemento Fancesa. In der Gesamtwertung belegte er den dritten Platz. Im nächsten Jahr wurde er bolivianischer Meister im Einzelzeitfahren und im Straßenrennen belegte er den zweiten Platz hinter Yamil Carlos Montaño. In der Saison 2008 wurde Cotumba auf einem Teilstück der Vuelta a Bolivia in San Pablo De Tiquina Etappenzweiter.
2006 wurde Cotumba positiv auf Kokain getestet und wegen Dopings bis Juni 2008 gesperrt.

## Erfolge
2005
- eine Etappe Doble Sucre Potosí GP Cemento Fancesa

2006
- Bolivianischer Meister – Einzelzeitfahren

2009
- eine Etappe Vuelta a Bolivia

2011
- Gesamtwertung und zwei Etappen Vuelta a Bolivia

2012
- eine Etappe Vuelta a Bolivia

2014
- Gesamtwertung Vuelta al Sud de Bolivia

## Teams
- 2009: Homepage Tecos de la Universidad Autónoma de Guadalajara
- 2011: Pío Rico
- 2012: Pío Rico
- 2014: Pollito Rico